# Zenon Sołtysiak
Zenon Sołtysiak (ur. 6 maja 1950 w Jeleniu) – polski lekarz weterynarii, profesor doktor habilitowany nauk weterynaryjnych. Wcześniej pełnił funkcję pracownika naukowego Katedry Chorób Wewnętrznych i Pasożytniczych z Kliniką Chorób Koni, Psów i Kotów Wydziału Medycyny Weterynaryjnej Uniwersytetu Przyrodniczego we Wrocławiu. Obecnie zajmuje stanowisko profesora w Instytucie Medycyny Weterynaryjnej na Wydziale Nauk Biologicznych i Weterynaryjnych Uniwersytetu Mikołaja Kopernika w Toruniu.

## Życiorys
Studiował na Wydziale Weterynaryjnym Akademii Rolniczej we Wrocławiu, 22 stycznia 1985 obronił pracę doktorską Patomorfologia porównawcza zmian starczych w ośrodkowym układzie nerwowym psów pochodzących ze środowiska wiejskiego, miejskiego i przemysłowego, 7 listopada 2000 habilitował się na podstawie pracy zatytułowanej Badania porównawcze nad amyloidozą-β i zwyrodnieniem neurowłókienkowym (ZNW) w ośrodkowym układzie nerwowym różnych gatunków starych zwierząt i ludzi z chorobą Alzheimera. 25 września 2009 uzyskał tytuł profesora nauk weterynaryjnych.
Został zatrudniony na stanowisku profesora w Katedrze Chorób Wewnętrznych i Pasożytniczych z Kliniką Chorób Koni, Psów i Kotów na Wydziale Medycyny Weterynaryjnej Uniwersytetu Przyrodniczego we Wrocławiu oraz w Instytucie Medycyny Weterynaryjnej na Wydziale Nauk Biologicznych i Weterynaryjnych Uniwersytetu Mikołaja Kopernika w Toruniu.
Był członkiem Komitetu Nauk Weterynaryjnych i Biologii Rozrodu PAN.

## Odznaczenia
- Złoty Krzyż Zasługi[1]
- Nagrody Rektora Uniwersytetu Przyrodniczego we Wrocławiu[1]